# Ex parte Milligan
Als ex parte Milligan wird eine Entscheidung des Obersten Gerichtshofes der Vereinigten Staaten aus dem Jahr 1866 bezeichnet. Die Entscheidung gilt als ein Präzedenzfall für die Bedeutung des Habeas Corpus im Ausnahmezustand. Sie ist eine der wenigen Entscheidungen zum Umfang der Vollmachten des Präsidenten der Vereinigten Staaten im Kriegsfall und ist insofern auch ein Vorläufer der Entscheidung in Sachen Hamdan v. Rumsfeld von 2005.

## Historischer Hintergrund
Während des Sezessionskrieges gab es innerhalb des Gebietes der Union eine mit den Südstaaten sympathisierende Opposition gegen den Krieg, die Copperheads. Die Bezeichnung Copperhead bezog sich auf die Kupferkopfschlange, die ohne Vorwarnung zubeißt. Dieser Name stammt von ihren politischen Gegnern. Einer der Anhänger dieser politischen Richtung war der Rechtsanwalt Lambdin P. Milligan (* 1812, † 1899) aus Huntington County, Indiana.
Wegen der weit verbreiteten Unterstützung der Südstaaten stand die US-Regierung sehr früh vor der Frage, wie mit Fällen von Hochverrat, Sabotage oder Spionage umzugehen sei. Dieses Problem galt während des gesamten Krieges als heikel und umstritten. Es kam zur weitgehenden Aufhebung von wesentlichen Bürgerrechten: Hausdurchsuchungen ohne richterlichen Beschluss oder Festnahmen von Sympathisanten des Südens ohne Gerichtsverhandlungen waren in den Nordstaaten weit verbreitet. Am 24. September 1862 erließ Abraham Lincoln eine Proklamation, nach der Rebellen, ihre Vertreter, Unterstützer und Helfer auf dem Staatsgebiet der Union und alle Personen, die die Aushebung von Kriegsfreiwilligen behindern, sich dem Militärdienst entziehen oder anderer unloyaler Akte schuldig seien, dem Kriegsrecht unterstellt und vor Militärgerichten abzuurteilen seien. Dieser Erlass Lincolns wurde durch ein Gesetz vom 3. März 1863 durch den Kongress bestätigt.
Der Staat Indiana galt als loyaler Staat der Union. Im Juli 1863 war es zum Vorstoß von konföderierten Truppen unter John Hunt Morgan (Morgan's Raid) bis Indiana gekommen, ansonsten war der Staat aber von Kriegshandlungen verschont geblieben.

## Sachverhalt
Im Juli 1864 wandte sich eine Gruppe von Bürgern aus Indiana an den Befehlshaber des Militärdistriktes Indiana, Brigadegeneral Henry B. Carrington, und bat um Schutz vor dem Order of Sons of Liberty, einer paramilitärisch organisierten Gruppe militanter Copperheads, die sie unter Druck setzten. Im Gegenzug für gewährten Schutz übermittelten diese Bürger Pläne der Copperheads, unter anderem einen geplanten Überfall auf das Waffenarsenal der Unionsarmee in Indianapolis. Es wurden auch verschiedene Namen von Personen genannt, die dem Order of Sons of Liberty angehörten, unter anderem der als Major General der Copperheads bezeichnete Rechtsanwalt Lambdin P. Milligan. Carrington erhöhte die Sicherheitsvorkehrungen, legte aber ansonsten in der Angelegenheit lediglich eine Akte an. Im Oktober 1864 wurde Carrington als Befehlshaber des Militärdistriktes Indiana durch Alvin Hovey abgelöst. Hovey veranlasste am 5. Oktober die Festnahme Milligans und weiterer Personen. Zusammen mit drei weiteren Angeklagten wurde er vor einem Militärgericht angeklagt, das aus Offizieren aus Hoveys Stab zusammengesetzt war. Nachdem der Mitangeklagte Midway sich bereit erklärt hatte, als Kronzeuge zu fungieren, wurden Milligan und die beiden anderen Angeklagten am 23. Oktober unter anderem wegen Verschwörung und Kriegsverbrechen verurteilt. Für Milligan wurde auf Verhängung der Todesstrafe erkannt. Der Hinrichtungstermin wurde auf den 19. Mai 1865 gelegt.
Am 9. April kapitulierte General Robert Edward Lee am Appomattox Court House, am 26. April General Joseph E. Johnston, womit der Bürgerkrieg beendet war. Die Anwälte Milligans hatten sich noch an Präsident Abraham Lincoln gewandt, der sich in einem privaten Gespräch bereit erklärte, das Urteil wenigstens hinsichtlich der Todesstrafe aufzuheben, wenn der Krieg vor Milligans Hinrichtung enden sollte. Am 15. April 1865 fiel Lincoln allerdings einem Attentat zum Opfer, bevor er entsprechende Schritte einleiten konnte. Seinem Nachfolger Andrew Johnson war die Absprache mit Lincoln nicht bekannt; es mussten daher gerichtliche Schritte eingeleitet werden.

## Prozess
Milligan legte Rechtsmittel gegen die Entscheidung des Militärgerichtes beim Federal Circuit Court for the District of Indiana ein. Zu seinem Anwaltsteam gehörte der Kongressabgeordnete und spätere amerikanische Präsident James A. Garfield, der seinen ersten Fall überhaupt vertrat. Milligan berief sich darauf, dass er nicht der Jurisdiktion der Militärgerichte unterstellt sei und ihm sein Recht auf einen Prozess vor einer Jury von Gleichgestellten vorenthalten worden sei. Er berief sich des Weiteren auf die Grundsätze des Habeas Corpus. Das Gericht wies Milligans Antrag ab, weshalb der Fall dem Supreme Court vorgelegt wurde.

### Entscheidung des Gerichtes
Der Supreme Court gab Milligan Recht. Das Urteil wurde vom Richter David Davis verfasst, dem sich die vier Richter Nathan Clifford, Stephen Johnson Field, Robert Cooper Grier und Samuel Nelson anschlossen. Das Urteil stützte sich in seiner Begründung zum einen auf die wörtliche Auslegung der Verfassung, zum anderen im Rahmen einer historischen und teleologischen Auslegung auf die hohe Bedeutung, die der Schutz der Bürgerrechte (Bill of Rights), insbesondere des 4., 5. und 6. Zusatzartikels zur Verfassung der Vereinigten Staaten, für die Verfassungsväter hatte.